# Esterházy Ágnes
Kisiklódi Esterházy Ágnes (Kolozsvár, 1902. január 21. – München, 1956. április 4.) színésznő. Az 1920-as évek német némafilmjeinek kedvelt mellékszereplője. 
Esterházy Ilona színpadi színésznő testvére.

## Életpályája
1920-tól filmezett. Pálmay Ilka színiiskolájában tanult 1925-ben. Színésznői pályafutását a Magyar Állami Operaházban kezdte,[pontosabban?] majd a Városi Színházban is fellépett. Később Janovics Jenővel filmezett, majd Ausztriában folytatta pályáját. Szerződtette a bécsi Sascha Filmgyár. Berlinben is játszott. 1929-ben Berlinben saját gyártóvállalatot alapított.[pontosabban?] A hangosfilm megjelenése után stílusa már elavultnak számított. Színpadi színésznőként folytatta pályáját német színpadokon és Ostrauban (Theater am Schiffbauerdamm, Theater des Westens, Deutches Künstlertheater). 1944-ben a budapesti Vígszínházban szerepelt Marcel Loriot–Paul Nivoix Nem értünk a fiatalokhoz c. vígjátékában.

## Magánélete
Első férje Harry R. Sokal (Craiova, 1898 – München, 1979) román származású filmproducer volt, 1923-ban Berlinben Heinrich Conrad (? – 1958) báróval kötött házasságot, harmadik férje a zsidó származású Fritz Schulz (Karlsbad, 1896 – Zürich, 1972) színész, operetténekes volt. Az Anschluss után Esterházynak sikerült bebörtönzött férjét kiszabadítania, aki pályáját Svájcban folytatta.

## Filmjei
- A szerelem mindent legyőz (1920)
- Az ifjú Medardus (1923)
- Két ember (Zwei Menschen) (1924)
- Nanon (1924)
- Álom a boldogságtól (Ein Traum vom Glück) (1924)
- Bánatos utca (1925)
- Ketten és a hölgy (Die Zwei und die Dame) (1926)
- Az utazás a kalandba (Die Fahrt ins Abenteuer) (1926)
- A szenvedély asszonyai (Frauen der Leidenschaft) (1926)
- Az elsüllyedt hajóhad (Die versunkene Flotte) (1926)
- Menekülés az éjszakába (Die Flucht in die Nacht) (1926)
- A prágai diák (1926)
- Szerelem (Liebe) (1927)
- Koldusdiák (Der Bettelstudent) (1927)
- A játékosnő (Die Spielerin) (1927)
- Menekülés a pokolból (Flucht aus der Hölle) (1928)
- Menekülés a szőke elől (Flucht vor Blond) (1928)
- A férfi, aki nem szeret (Der Mann, der nicht liebt) (1929)
- A gárda dívája (Die Garde-Diva) (1929)
- A tolvajok trösztje (Trust der Diebe) (1929)
- Szerelem és pezsgő (Liebe und Champagner) (1930)
- Gabriele Dambrone (1943)